# クリーモフ VK-106
クリーモフ VK-106 （ロシア語：Климов ВК-106）は第二次世界大戦中に製作されたソビエト連邦の液冷V型12気筒の航空用エンジン。M-105 の後継として試作されたが量産には至らなかった。

## 概要
VK-106 は、性能的に限界を迎えつつあった M-105（別名：VK-105）エンジンの後継として、同エンジンをベースに1943年に開発された。独ソ戦における空戦の多くは高度4000m以下の空域で発生していたことを踏まえ、圧縮比の低減・過給器の1段1速化（M-105は1段2速）など、中低空での運用に最適化した設計がなされた。
完成した VK-106 は出力・信頼性ともに優れ、M-105 とほぼ同じサイズ・重量だったため、最小限の設計変更で航空機に搭載することができた。しかしVK-106 は M-105 をベースとしながらも異なる部品を多く用いていたため、生産切り替えの点では不利であった。当時のソ連の工場は既存エンジンの生産でフル稼働しており、従来のエンジンでも一応は満足のいく性能が得られていたことから、VK-106の量産化は見送られた。

## 仕様

### VK-106P
- 型式：液冷V型12気筒
- シリンダー径：148mm
- ストローク：170mm
- 排気量：35.08リットル
- 乾燥重量：600kg
- 圧縮比：6.5
- 過給機：遠心式スーパーチャージャー1段1速
- 燃料：95オクタンガソリン
- 出力：
  - 1350hp・2600rpm - 離昇出力
  - 1350hp - 高度2000m
- 比出力：38.5馬力/リットル
- 出力重量比：2.25馬力/kg